# 릴스크

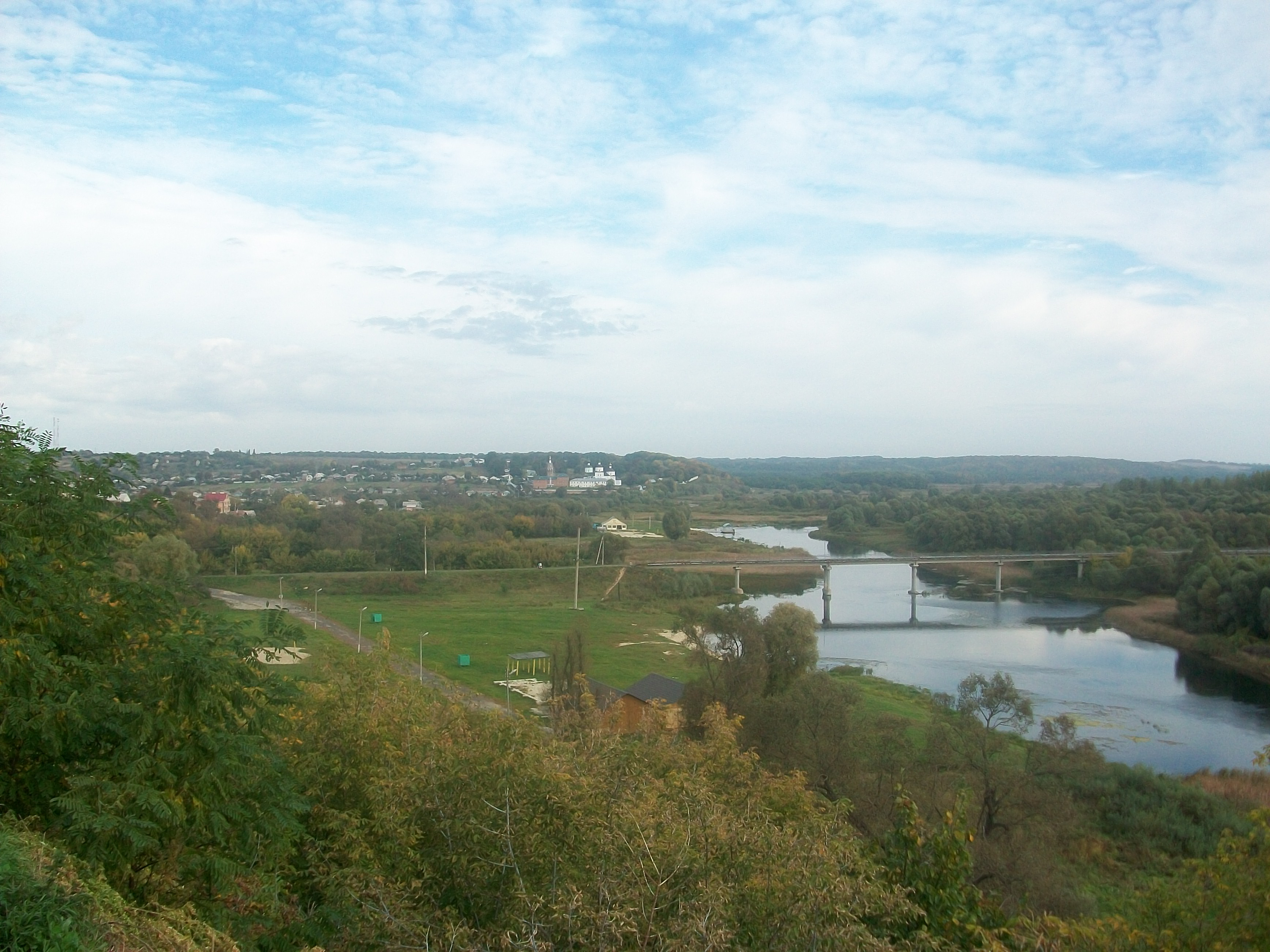
릴스크

릴스크(러시아어: Рыльск)는 쿠르스크주에 위치한 도시이다. 세임강에 접해 있다. 인구는 1만6,400명(1970년)이다. 1926년의 릴스크의 우크라이나인은 20.9%였다.